# Philippine Military Academy
De Philippine Military Academy (PMA) is het opleidingsinstituut voor officieren van het Filipijnse leger. De PMA werd op 21 december 1936 opgericht op basis van de National Defense Act, die een jaar daarvoor was aangenomen door het Filipijns Congres. De PMA is gevestigd in Baguio in het noorden van Luzon.